# Dirk Wiese
Dirk Wiese (ur. 19 stycznia 1965 w Winterbergu) – niemiecki bobsleista, srebrny medalista mistrzostw świata.

## Kariera
Największy sukces w karierze osiągnął w 1997 roku, kiedy wspólnie z Christophem Bartschem, Torstenem Vossem i Michaelem Liekmeierem wywalczył srebrny medal w czwórkach na mistrzostwach świata w St. Moritz. Był to jego jedyny medal wywalczony na międzynarodowej imprezie tej rangi. Ponadto w sezonie 1993/1994 zajął drugie miejsce w klasyfikacji Pucharu Świata czwórek, przegrywając tylko z Austriakiem Hubertem Schösserem. W sezonie 1994/1995 w tej samej klasyfikacji zajął trzecie miejsce. W 1998 roku wystartował na igrzyskach olimpijskich w Nagano zajmując jedenastą pozycję w dwójkach.